# USA:s MotoGP 2007
USA:s MotoGP 2007 var ett race som kördes den 22 juli på Laguna Seca.

## MotoGP
Racet vanns överlägset av Casey Stoner på en dag då hela podiet bestod av Bridgestoneförare. Valentino Rossi slutade fyra och tappade ytterligare poäng mot Stoner i mästerskapet. Loppet innebar tyvärr även två skador; Marco Melandri, som kraschade in i Kurtis Roberts under kvalet, och skadade foten illa, men ställde upp i racet, men missade nästa lopp i Tjeckien, p.g.a. en nackskada i fallet. Imponerande nog slutade Melandri trea i racet. Även Alex Hofmann skadade sig i en krasch i The Corkscrew.

### Resultat
| Plats | Förare           | Märke    | Grid | Kvaltid  |
| ----- | ---------------- | -------- | ---- | -------- |
| 1     | Casey Stoner     | Ducati   | 1    | 1.22,292 |
| 2     | Chris Vermeulen  | Suzuki   | 3    | 1.22,590 |
| 3     | Marco Melandri   | Honda    | 10   | 1.23,018 |
| 4     | Valentino Rossi  | Yamaha   | 5    | 1.22,683 |
| 5     | Dani Pedrosa     | Honda    | 2    | 1.22,501 |
| 6     | Randy de Puniet  | Kawasaki | 13   | 1.23,113 |
| 7     | Anthony West     | Kawasaki | 12   | 1.23,091 |
| 8     | Makoto Tamada    | Yamaha   | 11   | 1.23,036 |
| 9     | Alex Barros      | Ducati   | 17   | 1.23,557 |
| 10    | Roger Lee Hayden | Kawasaki | 16   | 1.23,425 |
| 11    | Colin Edwards    | Yamaha   | 8    | 1.22,946 |
| 12    | Shinya Nakano    | Honda    | 9    | 1.23,006 |
| 13    | Sylvain Guintoli | Yamaha   | 14   | 1.23,207 |
| 14    | Carlos Checa     | Honda    | 15   | 1.23,263 |
| 15    | John Hopkins     | Suzuki   | 7    | 1.22,933 |
| 16    | Chaz Davies      | Ducati   | 20   | 1.24,098 |
| 17    | Nicky Hayden     | Honda    | 4    | 1.22,624 |
| 18    | Miguel Duhamel   | Honda    | 19   | 1.23,929 |
| 19    | Kurtis Roberts   | KR-Honda | 18   | 1.23,662 |
| 20    | Loris Capirossi  | Ducati   | 6    | 1.22,914 |